# Герб Борисоглебского района (Ярославская область)
Герб Борисоглебского района Ярославской области.

## Описание герба
«В серебряном поле два всадника: один на чёрном коне, другой, за ним — на червлёном (красном); первый — с золотыми бородой и усами, в червлёных плаще и сапогах, и в зелёном кафтане, украшенных золотом, в червлёных штанах и в старинной, украшенной и опушенной золотом, княжеской шапке, посередине червлённой, по бокам зелёной, держащий в деснице (правой руке) золотое копье с червлёным остроконечным флажком: убор коня — золотой, седло зеленое, украшенное золотом; второй всадник — такой же, но без усов и бороды и снаряженный так же, но с заменой червления на зелень, а зелени на червлень».

## Обоснование символики
Два всадника символически изображают князей Бориса и Глеба, убитых братом Святополком. Имя которых носит посёлок Борисоглебский и весь район, когда-то входивший в удел Ростовского князя Бориса.
Таким образом герб говорит о названии района, отражая его историческое прошлое.
Герб создан при содействии Союза геральдистов России. Автор герба: Константин Моченов (г. Химки), художник: Роберт Маланичев (г. Москва)
Герб утвержден решением № 5 Собрания представителей Борисоглебского муниципального округа от 12 октября 1999 года.
Герб внесен в Государственный геральдический регистр Российской Федерации за № 575.